# Норфолк-терьер
Но́рфолк-терье́р (англ. Norfolk Terrier) — порода охотничьих норных собак. Другое название — норфолкский терьер.

## История породы
Родина этих собак — графство Норфолк. Приблизительно 100 лет норфолк-терьер и норвич-терьер считались одной и той же породой. Разница между двумя породами заключалась в ушах — у одной породы они были стоячими, а у другой — висячими. В 1964 году было решено разделить породы. По решению Британского клуба собаководов порода с висящими ушами была названа норфолк-терьером, а со стоячими — норвич-терьером. Других внешних отличий, кроме формы ушей у этих двух пород нет. Порода признана FCI, AKC, UKC, KCGB, CKC, ANKC.

## Внешний вид
Череп широкий, лишь слегка округлый, мощный между ушами. Переход от лба к морде чёткий. Морда клинообразная и сильная; длина морды примерно на одну треть меньше длины черепной части. Сильные челюсти, зубы здоровые и довольно крупные; совершенный, правильный ножницеобразный прикус, то есть верхние зубы плотно перекрывают нижние и стоят перпендикулярно челюстям. 
Глаза овальной формы, глубоко посажены, темно-коричневые или чёрные. Взгляд насторожённый, проницательный и смышлёный. Уши среднего размера, треугольной формы, слегка округлые на конце, свисают вперёд плотно к скулам.
Шея сильная, средней длины. Корпус компактный, с коротким ровным верхом, хорошо сводистые рёбра. Купирование хвоста необязательно. Купированный хвост средней длины, посажен на уровне линии верха, собака несёт его поднятым; некупированный в общей гармонии с собакой, толстый в основании и суживается к концу, прямой насколько возможно, собака несёт его с небрежным изяществом, но не чрезмерно весело.

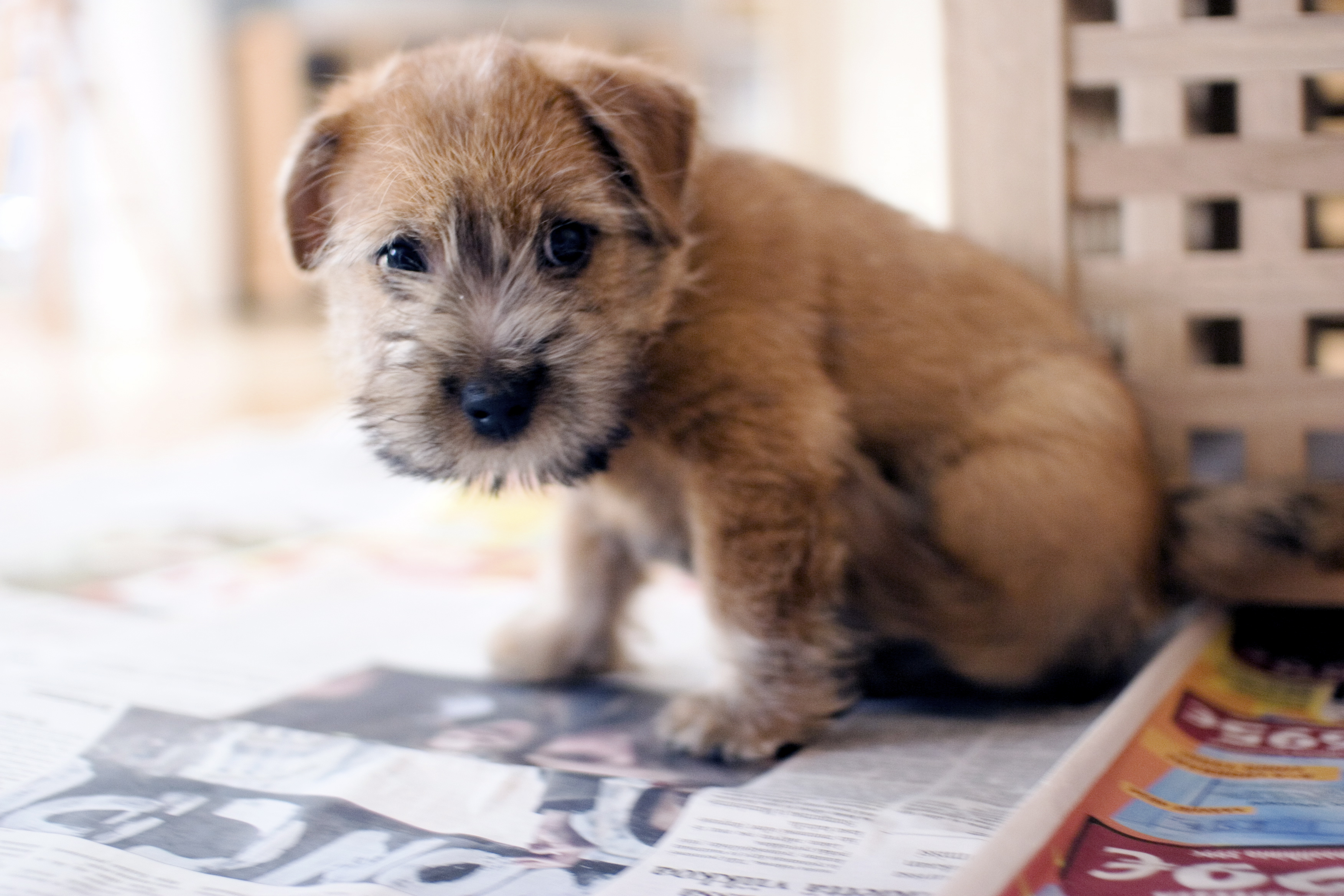
Щенок норфолк-терьера

Передние конечности короткие, мощные, прямые. Задние конечности мускулистые. Лапы округлые, с плотными подушечками.
Шерсть жёсткая, проволокообразная, прямая, плотно прилегающая к корпусу. Длиннее и грубее на шее и плечах. Шерсть на голове и ушах короткая и гладкая, за исключением незначительных усов и бровей. Чрезмерный тримминг нежелателен. Окрас — все оттенки рыжего, палевый, чёрноподпалый (чепрачный) или серый. Белые отметины (пятна) нежелательны, но допустимы.
Идеальная высота в холке — 25 см.

## Темперамент
Норфолк-терьеры — это смелые, весёлые и чуткие собаки. Считаются одними из самых мелких терьеров. Хорошо приспособлены к жизни в городе, их можно содержать даже в небольшой квартире, но с учётом ежедневных прогулок и регулярных поездок на природу, где собаки смогут свободно побегать без поводка. Норфолк-терьер страстный охотник на крыс и других мелких зверьков, приносящих вред домашнему хозяйству. Эти собаки могут работать как в стае, так и поодиночке, бесстрашно выгоняя зверя из норы.
Не сварливые, бдительные, уравновешенные и мягкие по отношению к детям собаки становятся прекрасными компаньонами и сторожами.